# Coryphaenoides nasutus
Coryphaenoides nasutus е вид лъчеперка от семейство Macrouridae. Видът не е застрашен от изчезване.

## Разпространение и местообитание
Разпространен е в Китай, Провинции в КНР, Северна Корея, Тайван, Южна Корея и Япония.
Обитава пясъчните дъна на морета. Среща се на дълбочина от 1187 до 1464 m, при температура на водата около 3,4 °C и соленост 34,5 ‰.

## Описание
На дължина достигат до 47 cm.